# Kaya FC
Kaya Futbol Club es un club de fútbol filipino con sede en Makati. Actualmente están jugando en la Philippines Football League. El nombre del club viene de la palabra filipina Kaya que significa "podemos". En la antigua la lengua filipina escrita en Alibata, la palabra está estrechamente definida como susi ng Kapatiran (tecla a la fraternidad). Ambas definiciones sirven de base para el espíritu de equipo Kaya FC y la visión  del club.Es propiedad de Santiago Araneta, el consejero delegado y el propietario de LBC Express. 
A pesar de ser uno de los mejores clubes de Filipinas todavía no ha ganado ningún torneo.
Poseen un grupo de aficionados conocidos como los Ultras Kaya.

## Palmarés

### Liga
- Philippines Football League

- Campeón (3): 2022-23, 2024, 2024-25

- United Football League Division 1

- Subcampeón (2): 2010, 2012

### Copa
- Copa Paulino Alcántara (2): 2018, 2021
- Copa UFL (1): 2015

## Participación en competiciones de la AFC
| Temporada | Torneo                   | Ronda          | Club                | Resultado | Resultado    | Agg. / Pos.  |
| Temporada | Torneo                   | Ronda          | Club                | Local     | Visita       | Agg. / Pos.  |
| --------- | ------------------------ | -------------- | ------------------- | --------- | ------------ | ------------ |
| 2016      | AFC Cup                  | Fase de grupos | Kitchee             | 0–1       | 0–1          | Grupo F (2°) |
| 2016      | AFC Cup                  | Fase de grupos | New Radiant         | 1–0       | 0–0          |              |
| 2016      | AFC Cup                  | Fase de grupos | Balestier Khalsa    | 1–0       | 3–0          |              |
| 2016      | AFC Cup                  | Segunda Ronda  | Johor Darul Ta'zim  | 2–7       | —            |              |
| 2019      | AFC Cup                  | Fase de grupos | Lao Toyota FC       | 5–1       | 1–1          | Grupo H (3°) |
| 2019      | AFC Cup                  | Fase de grupos | Home United         | 5–0       | 0–2          |              |
| 2019      | AFC Cup                  | Fase de grupos | PSM Makassar        | 1–2       | 1–1          |              |
| 2020      | AFC Cup                  | Fase de grupos | Shan United         | Cancelado | 2–0          | Grupo H (2°) |
| 2020      | AFC Cup                  | Fase de grupos | Tampines Rovers     | 0–0       | Cancelado    | Grupo H (2°) |
| 2020      | AFC Cup                  | Fase de grupos | PSM Makassar        | Cancelado | 1–1          | Grupo H (2°) |
| 2021      | AFC Champions League     | Preliminar     | Brisbane Roar       | Cancelado | Cancelado    | —            |
| 2021      | AFC Champions League     | Playoff        | Shanghái Port       | 1–0       |              | —            |
| 2021      | AFC Champions League     | Fase de grupos | BG Pathum United    | 0–1       | 1–4          | Grupo F (4°) |
| 2021      | AFC Champions League     | Fase de grupos | Viettel             | 0–5       | 0–1          | Grupo F (4°) |
| 2021      | AFC Champions League     | Fase de grupos | Ulsan Hyundai       | 0–3       | 1–2          | Grupo F (4°) |
| 2022      | AFC Champions League     | Preliminar     | Sydney FC           | 0–5       | —            |              |
| 2022      | AFC Cup                  | Fase de grupos | Visakha             | 1–2       | Grupo G (4°) |              |
| 2022      | AFC Cup                  | Fase de grupos | Kedah Darul Aman    | 1–4       | Grupo G (4°) |              |
| 2022      | AFC Cup                  | Fase de grupos | Bali United         | 0–1       | Grupo G (4°) |              |
| 2023–24   | AFC Champions League     | Fase de grupos | Shandong Taishan    | 1–3       | 1–6          | Grupo G (4°) |
| 2023–24   | AFC Champions League     | Fase de grupos | Incheon United      | 1–3       | 0–4          | Grupo G (4°) |
| 2023–24   | AFC Champions League     | Fase de grupos | Yokohama F. Marinos | 1–2       | 0–3          | Grupo G (4°) |
| 2024–25   | AFC Champions League Two | Fase de grupos | Sanfrecce Hiroshima | 1–1       | 0–3          | Grupo E (3°) |
| 2024–25   | AFC Champions League Two | Fase de grupos | Sydney FC           | 1–4       | 1–3          | Grupo E (3°) |
| 2024–25   | AFC Champions League Two | Fase de grupos | Eastern SC          | 1–2       | 2–1          | Grupo E (3°) |

## Entrenadores
| Periodo        | Nombre             |
| -------------- | ------------------ |
| 1996–2002      | Robert Kovach      |
| 2011–2012      | Juan Cutillas      |
| 2012           | Michael Álvarez    |
| 2012–2013      | Maor Rozen         |
| 2013           | Melo Sabacan       |
| 2013–2014      | David Perković     |
| 2014–2015      | Adam Reekie        |
| 2015           | Fabien Larry Lewis |
| 2015–2017      | Chris Greatwich    |
| 2016 (AFC Cup) | Joel Villarino     |
| 2017–          | Noel Marcaida      |